# يبريق
اليَبْرِيْقُ (الاسم العلمي: Euproctis)، هو جنس من الحشرات تتبع فصيلة الأربوسية. تحتوي على أكثر من 145 نوعاً. وهي عالمية الانتشار؛ حيث تتواجد في أفريقيا وأوروبا وآسيا وأوقيانوسيا.